# Veneux-les-Sablons
Veneux-les-Sablons là một xã ở tỉnh Seine-et-Marne, thuộc vùng Île-de-France ở miền bắc nước Pháp.

## Dân số
Người dân ở Veneux-les-Sablons được gọi là Veneusiens.
Điều tra dân số năm 1999, xã có dân số là 4.617.